# Gautama Siddhartha
A nu se confunda cu Gautama Siddha, om de știință din secolul al VIII-lea!

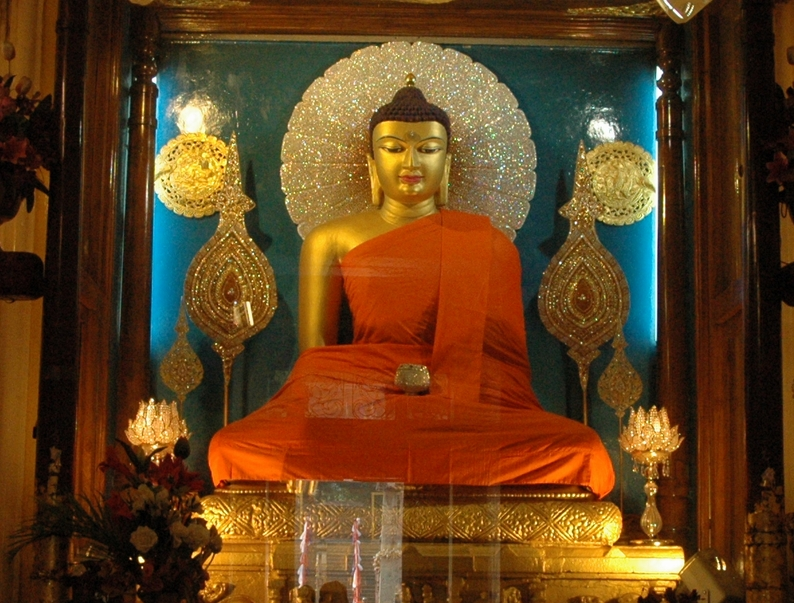
Statuia lui Buddha Shakyamuni (Gautama Siddhartha), Templul Mahabodhil din Bodh Gaya.

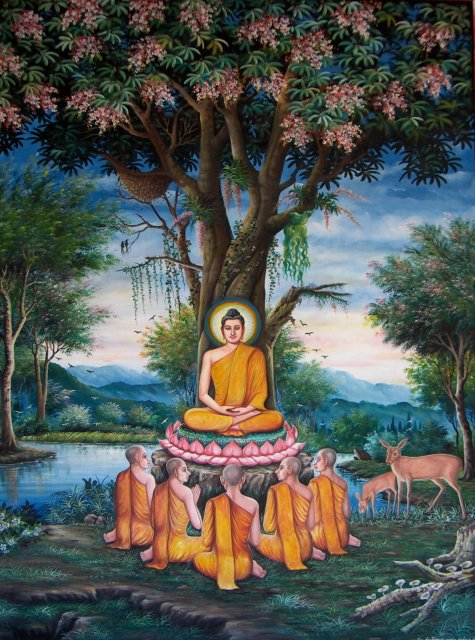
Gautama Siddhartha meditând sub un smochin.

Gautama Siddartha a fost un lider spiritual indian fondator al Budismului. Nu se știe exact când a trăit, unele variante fiind că ar fi trăit între 563 î.Hr. și 483 î.Hr., între 463 î.Hr. și 383 î.Hr., între 560 î.Hr. și 480 î.Hr., sau între 624 î.Hr. și 544 î.Hr.. Mai este cunoscut și ca Shakyamuni sau Sakyamuni (trad. Înțeleptul clanului Shakya).

## Viața lui Gautama Siddhartha
Se crede că Gautama Siddhartha s-a născut în Lumbini (un oraș Himalayan situat lângă granița actuală a Nepalului), în clanul Shakyas. Se spune că înainte de naștere mama sa a avut o viziune cu el în forma unui elefant alb, ce ținea în trompă o floare de lotus.
La 29 de ani, Siddhartha era nesatisfăcut de viața sa. În timpul unei ieșiri s-a întâlnit cu cele patru imagini: un bătrân suferind, un om bolnav, un cadavru în descompunere și un ascet. Acesta este momentul în care el decide să-și părăsească familia, să renunțe la lume și să caute o cale de eliberare de suferință. După o perioadă de ascetism de 6 ani, Gautama a descoperit cele 4 adevăruri (nașterea, bătrânețea, boala și moartea) pentru eliberarea de suferință și calea spre Nirvana (eternitatea). Acest lucru s-a petrecut după o noapte întreagă de meditație la umbra unui smochin din Bodh Gaya, timp în care a făcut față încercărilor la care l-a supus demonul Mara. După aflarea celor 4 adevăruri atinge Nirvana sau Bodhi (iluminarea) și devine cunoscut sub numele de Buddha, în limba sanscrită înseamnă cel luminat. Buddha a predicat timp de 40 de ani, prima dată la Sarnath, iar ultima dată la Kushinagar unde intrat în Parinirvana (s-a stins).

## Buddha în hinduism
Buddha Gautama este menționat ca Avatar al zeului hindus Vișnu în textele puranice ale hinduismului. În Purana Bhagavata, el este cel de-al patrulea, patru din douăzeci și cinci de avatare, prefigurând o viitoare încarnare finală. O serie de tradiții hinduse îl înfățișează pe Buddha drept cel mai recent dintre zece avatari principali, cunoscut sub numele de Dashavatara (Zece încarnări ale lui Dumnezeu).
Învățăturile lui Siddhartha Gautama neagă autoritatea Vedelor și, în consecință, budismul [cel puțin cel ateu] este în general privit ca o școală nāstika (heterodoxă, literalmente „Nu este așa” ) din perspectiva hinduismului ortodox.
Multe dintre cele optsprezece Puranas ortodoxe îl menționează pe Buddha într-o lumină mai puțin favorabilă. Aceștia prezintă nașterea lui Buddha ca o stratagemă a Zeului Suprem Vishnu pentru a corupe demonii și pentru a-i îndepărta de învățăturile vedice. Numai conducându-i să se rătăcească cu învățăturile lui, demonii ar putea fi distruși. Această credință este uneori asociată cu Asura din Tripura (cele trei citadele), precum și cu alte. Literatura de la Societatea Internațională pentru Conștiința Krishna, pe de altă parte, susține că Krishna a luat aspectul unui lider religios ateu din bunăvoință, pentru a-i păcăli pe atei să se închine lui Dumnezeu (adică lui însuși).